# Festival Brasileiro de Futebol
O Festival Brasileiro de Futebol foi um torneio de futebol de caráter amistoso organizado no ano de 1997, reunindo equipes que não se classificaram para a fase final do Campeonato Brasileiro daquele ano.
O torneio foi organizado pela rede de televisão Sistema Brasileiro de Televisão (SBT).

## História
Em meados dos anos 90, o Sistema Brasileiro de Televisão (SBT) decidiu investir no futebol ao adquirir os direitos de transmissão da Copa do Brasil, que ainda não havia alcançado sucesso significativo. Transformando a competição em um produto de grande relevância, a emissora passou a organizar diversos torneios para preencher sua grade de programação, visto que não possuía os direitos das outras competições futebolísticas. Um desses torneios foi o Festival Brasileiro de Futebol, realizado no final de 1997.
O SBT convidou equipes que não estavam na fase final do Campeonato Brasileiro daquele ano, além de incluir um time da cidade-sede da competição e mais um time aleatório. Assim, participaram do torneio Coritiba, Vitória, São Paulo, Botafogo, Paraná, Corinthians, Operário-MS (time da cidade-sede) e o Rio de Janeiro FC, equipe fundada por Zico (posteriormente foi renomeada para CFZ). Os jogos da primeira fase ocorreram no Estádio Universitário Pedro Pedrossian, em Campo Grande, sempre em rodadas duplas, com a estreia ocorrendo no dia 20 de novembro.

## Participantes
| Clube             | Cidade         |
| ----------------- | -------------- |
| Botafogo          | Rio de Janeiro |
| Corinthians       | São Paulo      |
| Coritiba          | Curitiba       |
| Operário-MS       | Campo Grande   |
| Paraná            | Curitiba       |
| Rio de Janeiro FC | Rio de Janeiro |
| São Paulo         | São Paulo      |
| Vitória           | Salvador       |

## Formato
O campeonato foi disputado com dois grupos de 4 equipes cada, no formato de todos contra todos. O primeiro colocado de cada grupo se classificava para a partida final. Todas as partidas da primeira fase foram disputadas no Estádio Pedro Pedrossian.

### Grupo A
| Pos | Time           | Pts | J | V | E | D | GF | GC |
| --- | -------------- | --- | - | - | - | - | -- | -- |
| 1   | Coritiba       | 9   | 3 | 3 | 0 | 0 | 9  | 2  |
| 2   | Vitória        | 6   | 3 | 2 | 0 | 1 | 7  | 6  |
| 3   | São Paulo      | 3   | 3 | 1 | 0 | 2 | 5  | 4  |
| 4   | Rio de Janeiro | 0   | 3 | 0 | 0 | 3 | 0  | 9  |

| Coritiba       | 3-0 | Rio de Janeiro |
| São Paulo      | 1-3 | Vitória        |
| São Paulo      | 4-0 | Rio de Janeiro |
| Rio de Janeiro | 0-2 | Vitória        |
| Coritiba       | 1-0 | São Paulo      |
| Vitória        | 2-5 | Coritiba       |

### Grupo B
| Pos | Time        | Pts | J | V | E | D | GF | GC |
| --- | ----------- | --- | - | - | - | - | -- | -- |
| 1   | Botafogo    | 7   | 3 | 2 | 1 | 0 | 8  | 2  |
| 2   | Paraná      | 5   | 3 | 1 | 2 | 0 | 5  | 2  |
| 3   | Corinthians | 4   | 3 | 1 | 1 | 1 | 2  | 4  |
| 4   | Operário-MS | 0   | 3 | 0 | 0 | 3 | 1  | 8  |

| Corinthians | 0-3 | Botafogo    |
| Paraná      | 0-0 | Corinthians |
| Botafogo    | 3-0 | Operário-MS |
| Operário-MS | 0-3 | Paraná      |
| Botafogo    | 2-2 | Paraná      |
| Corinthians | 2-1 | Operário-MS |

### Final
O Coritiba tinha o direito de realizar a final em casa devido à melhor campanha. A receita de público foi dividida entre os clubes.
| 6 de dezembro | Coritiba | 3 - 3 7 – 6 (pen) | Botafogo | Estádio Couto Pereira, Curitiba       |
|               |          |                   |          | Árbitro: BRA Getúlio Barbosa de Sousa |

|                                                                                                  |       | Penalidades                                                                |  |
| Cléber Arado Paulo Foiani Reginaldo Araújo Basílio Rogério Barbosa Flávio Rogerio Prateat Tiganá | 7 – 6 | Djair Jefferson Ricardo França Pingo Jorge Luiz Marco Aurélio Dimba Robson |  |

## Ligações Externas
- 1997 - Festival Brasileiro de Futebol no YouTube